# 이보형 (기업인)
이보형(1972년 4월 25일~)은 대한민국의 기업인이며, 현 마콜컨설팅그룹 총괄 사장이다.

## 생애
이보형(1972년 4월 25일~)은 마콜 컨설팅 그룹(Macoll Consulting Group)의 총괄 사장이며, 대한민국의 대표적인 퍼블릭 어페어즈 및 위기관리 전문가이다.
2000년 마콜 컨설팅 그룹에 입사하여 2002년 한국 최초로 퍼블릭 어페어즈(Public Affairs) 서비스, 2003년 소송 커뮤니케이션(Litigation Communications), 2006년  M&A 커뮤니케이션, 2007년 HR 커뮤니케이션, 2016년 비시장 전략 컨설팅, 2020년 시스템스 퍼블릭 어페어즈 서비스를 론칭하며 비시장 전략 경영 컨설팅의 선두 주자로 활약하고 있다.
여러 중앙정부 및 산하기관의 자문위원으로 활동하고 있으며, 대한암협회 이사 등 다양한 NGO들에 대하여 프로보노 활동을 진행하고 있다.

## 학력
- 서울대학교 지리학 학사
- 연세대학교 노사관계 커뮤니케이션 석사
- 한성대학교 경제학 박사

## 경력
- 대한생명
- 피프라 코리아 시니어 파트너
- 현 마콜컨설팅그룹 총괄 사장

## 논문
- 《복수노조 쟁점에 대한 노ㆍ사ㆍ정의 상호지향적 인식차이와 이해에 대한 연구 : Co-Orientation 모델을 중심으로》(2010년)
- 《금융위기 전후 부동산시장과 주식시장의 상호영향에 관한 연구》(2019년)
- 《코로나19가 노동시장에 미친 영향, 청년층-중고령층 고용대체를 중심으로》(2021년)

## 저서
- 《노사관계와 커뮤니케이션》(2020년)

## 미디어
- [서울경제] 정책은 숫자보다 '서사'를 만들어야(2025년)
- [서울경제] 리셋 아닌, 정정(訂正)되는 나라(2025년)
- [한국경제] 지금, 기업이 정부에 말 걸 시간(2025년)
- [서울경제] '소셜폴리틱스' 시대가 왔다(2025년)
- [서울경제] 규제 개혁, 결국 현장에 답이 있다(2025년)
- [서울경제] 지라시 그리고 '정보 혹은 소음'(2025년)
- [한국경제] 불확실성의 시대, 적응력을 키우려면(2025년)
- [서울경제] 사람인가 시스템인가(2025년)
- [한국경제] 혼돈을 동력으로, '줌 아웃'전략의 효과(2025년)
- [서울경제] 좋은 '프레임'이 좋은 정책을 만드는가(2025년)
- [한국경제] 불확실성을 기회로 바꾸는 비시장 전략(2025년)
- [매일경제] "사회 향한 관심, 컨설턴트 되는 첫걸음이죠"(2025년)
- [매일경제] "非시장 대응전략에 기업 생존 달렸다"(2024년)
- [한국경제] 경영 변수에 대응하는 필수조건 '관리적 소통'(2024년)
- [Forbes] 이보형의 비시장 전략 경영 '시장 변화에 대응하는 제 3의 눈'(2024년)
- [Forbes] 이보형의 비시장 전략 경영 '성공 비즈니스가 곧 사회 혁신이다'(2024년)
- [Forbes] 비시장 전략, 기업 생존의 새로운 키(2024년)
- [매경춘추] 정책검증과 투명성(2024년)
- [매경춘추] 죄악세(2024년)
- [매경춘추] 인구절벽에 맞서자(2024년)
- [매경춘추] 결심과 지속가능성(2024년)
- [매경춘추] 푸른별과 우주청(2024년)
- [매경춘추] 프레임과 선거(2024년)
- [매경춘추] 통해야 오래간다(2024년)
- Social discussion should precede  sickness allwance's introduction(2022년)
- Conflicts between doctors, nurses  over Nursing Act legistation(2022년)
- Why regulatory reform makes little  progress in Korea(2022년)
- The distress of cancer patients and  their families must also be healed(2022년)
- The advent of an era with creative  policy proposals(2022년)
- Potential conflicts between new  government and medical community(2022년)
- Korea should curb health-harming  behaviors to improve health finance(2022년)
- How should new government increase funding for severe, rare disease drugs?(2022년)
- The presidential election is over. Now what?(2022년)
- 새정부 정책 공론장에 기업도 적극 참여해야(2022년)
- Can Korea make a global blockbuster drug?(2022년)
- How will election pledges affect drug reimbursement in Korea?(2022년)
- Presidential election and corporate activities(2022년)
- How should Korea set health insurance reimbursements?(2021년)
- How should Korea improve national health insurance system?(2021년)
- 규제가 약이 되도록 하려면(2021년)
- 이보형 마콜컨설팅그룹 사장 | “컨설팅도 플랫폼으로 진화… 구독형 모델로 제공될 것” (2021년)
- [시론] 사내 소통 활성화가 기업의 사활 가른다(2021년)
- "코로나19發 구조조정 현실화…집단적 노사 갈등 증가할 것"(2020년)
- 전환기의 기업 전략 下 | 퍼블릭 어페어즈(PA) 역량 강화로 규제환경 정책 리스크 대응해야(2020년)
- 전환기의 기업 전략 上 | 시장 위의 ‘보이는 손’과 경영전략(2020년)
- [기고] 관행이 위기다 - 매일경제(2019년)
- [기고] 수소경제 첫걸음, 사회적 공감대도 넓혀야(2019년)
- [경영칼럼] 4차 산업혁명 시대 도래 커뮤니케이션 달라져야(2018년)
- 이보형 마콜컨설팅그룹 대표 “우리나라 기업규제, 시장 못따라가…”(2018년)
- In times of change, practice becomes risk(2018년)
- GM Korea and nonmarket strategy(2018년)
- 위기관리 전문가 이보형 마콜 사장 社측도 주고받기식 벗어나야… 노조와 섬세한 소통 중요(2018년)
- How to respond in the era of post-truth(2017년)
- How candlelight protests impact business environment(2017년)
- [PEOPLE] 리스크 관리 전문가집단 이보형 마콜컨설팅그룹 사장 | “위기 극복 키워드는 팩트 체크와 솔직함”(2017년)
- ‘위기관리 전문가’ 이보형 대표 “살충제 달걀 파동, 초기 대처 아쉬워…사후 작업도 중요”(2017년)
- 기업·국가 신뢰 높이는 핵심은 투명한 소통(2017년)

## 같이 보기
- 마콜컨설팅그룹